# П'єта (фільм, 2012)
 «П'єта» (кор. 피에타) — художній фільм-трилер південнокорейського режисера Кім Кі Дука. Свою назву отримав на честь знаменитої скульптури Мікеланджело, що в перекладі з італійської означає «милосердя».
Світова прем'єра фільму відбулася на 69-му Венеційському кінофестивалі, де стрічка отримала головний приз фестивалю — «Золотого лева».
Це перший фільм корейського виробництва, що отримав головний приз на одному з трьох найбільших міжнародних кінофестивалів.

## Сюжет
Самотній тридцятирічний сеулець-жінконенависник Лі Кан До полюбляє онанізм та заробляє вимаганням грошей у кустарів, що заборгували місцевому лихвареві. Неплатників Кан До калічить, імітуючи нещасний випадок, щоб ті могли отримати страховку та віддати борг. Хоча такі садистські методи викликають відразу навіть у самого «боса», гангстер вважає себе правим, оскільки мірою всіх речей для нього служать гроші.
Одного разу Лі знайомиться з жінкою, яка видає себе за його матір. Герой не вірить їй та починає всіляко принижувати, та жінка все покірливо переносить. Вона доглядає за ним, допомагає йому в «бізнесі» та навіть в іншому його занятті. Поступово Кан До переконується, що у нього вперше з'явилася родина. Ця обставина та бесіди з деякими боржниками сприяють усвідомленню ним того, що таки є речі, важливіші за гроші. Чоловік пориває зі злочинним життям.
Проте глядач розуміє, що героїня — мати однієї з жертв Лі, яка вирішила помститися своїм кривдникам. Вона інсценує власне викрадення, вбиває жадібного лихваря та кидається з даху на очах названого сина. Ховаючи жінку в призначеному нею місці, Кан До знаходить труп її справжнього сина. Лі йде до дружини іншого скаліченого кустаря, прив'язує себе до днища її машини і та, нічого не підозрюючи, розмазує його по асфальту.

## У ролях
- Лі Чон Чін[en] — Кан До
- Чо Мін Су[en] — Мі Сун